# Radio Jura bernois
 (août 2022).
Si vous disposez d'ouvrages ou d'articles de référence ou si vous connaissez des sites web de qualité traitant du thème abordé ici, merci de compléter l'article en donnant les références utiles à sa vérifiabilité et en les liant à la section « Notes et références ».
RJB est une radio privée suisse de langue française. Généraliste et privilégiant l'information de proximité, la radio a une vocation de service public. Fondée en 1984, elle émet en FM dans la partie francophone du canton de Berne : le Jura bernois, la région biennoise et la vallée de Delémont. Elle émet aussi depuis 2014 en DAB+ dans toute la Suisse romande. Ses studios sont situés à Tavannes. Elle appartient jusqu’en 2024 au groupe de Pierre Steulet, administrateur de BNJ FM, composée également de RFJ, RTN et de BNJ Suisse SA (GRRIF). En 2025, sous la nouvelle holding Jura Bernois Bienne Seeland SA (JBBS SA), elle obtient à nouveau et pour les 10 prochaines années la concession francophone octroyée par l’OFCOM pour la région du Jura bernois et de Bienne. RJB compte une trentaine de collaborateurs (20 postes à plein temps).

## Historique
Un mois après l'assemblée constitutive de Radio Jura bernois à Courtelary, la radio recevait une concession pour émettre durant une période d'essai de cinq ans. Le 29 mai 1984, qui marque le début des émissions, l'équipe de base est composée de trois personnes (un animateur, un journaliste et un technicien). RJB émet elle-même une dizaine d'heures de programmes, reprenant pour le reste des émissions de La Première. Début 1985, un sondage révèle que RJB n'est écoutée que par 4 % des gens dans le Jura bernois. La conséquence est la suspension provisoire des émissions et le licenciement d'une partie des collaborateurs. Les émissions reprendront en juin 1985 : Radio Jura bernois devient alors RJB Horizon 9. En janvier 1986, RJB touche 11 % de la population dans sa zone de diffusion.
En mars 1994, RJB traverse une grave crise financière. Le directeur et la responsable d'antenne sont démis de leurs fonctions et remplacés. L'association est transformée en société anonyme trois ans plus tard avec l'arrivée de M. Pierre Steulet en tant que principal actionnaire de la station, déjà administrateur de RFJ et de RTN.
La même année est créé le groupement des Radios Régionales Romandes (RRR) que RJB rejoint. Le but de cette association est de favoriser les échanges de sujets entre les régions et les radios concernées. Les RRR engagent aussi deux journalistes basés dans un bureau à Berne pour couvrir les points forts de l’actualité fédérale.
En 2008, BNJ FM obtient une concession octroyée par le Conseil fédéral pour ses trois programmes - RJB, RTN et RFJ. Une année plus tard, RJB est l’une des premières radios francophones au monde avec RTN et RFJ à se voir remettre la certification ISAS BC 9001, dont le système de la gestion de la qualité vise à répondre de la meilleure manière aux attentes des auditeurs.
En 2020, RJB a été jugée « radio privée la plus crédible de Suisse » selon l'étude MediaBrands  de Publicom.
En 2023, les groupes BNJ et Gassmann Media unissent leurs forces radiophoniques en fusionnant les programmes de RJB et Canal 3 francophone. Ils lancent un programme unique en français, sous la marque RJB, destiné au Jura bernois et à Bienne. Le Journal du Jura et Ajour intègre cette structure au cours du premier semestre, offrant ainsi une couverture complète de l’actualité régionale. Ces initiatives renforcent la convergence médiatique et garantissent la pérennité des médias francophones de proximité dans le canton de Berne.
Pour concrétiser ce projet, les groupes BNJ et Gassmann créent à parts égales une nouvelle société, RJB SA, sous l’égide de la holding Jura Bernois Bienne Seeland SA (JBBS SA).
Ce rapprochement est motivé par la réattribution des concessions prévue par la Confédération le 1er janvier 2025, ainsi que par la nécessité de mutualiser les ressources dans une région confrontée à une diminution des revenus publicitaires.
En 2024, l’OFCOM attribue la concession de la zone « Biel/Bienne – Jura bernois » à RJB. Celle-ci continuera donc à remplir son rôle de service public jusqu’en 2034.
La même année, RJB fête ses 40 ans à travers une série d’évènements et d’émissions spéciales.

## Style de la radio
RJB adopte une couleur musicale pop-rock et propose une programmation généraliste, attirant un auditoire varié qui évolue au fil de la journée. Destinée à un large public, elle séduit toutes les générations. Ses émissions accordent une place centrale au divertissement et à l'information. L'actualité locale est mise en avant, tout en couvrant également les principaux sujets nationaux, internationaux et sportifs.
La majeure partie des revenus de RJB sont issus de la publicité commercialisée par la régie BNJ Publicité SA. Pour répondre à sa mission de service public de proximité, RJB est également bénéficiaire d’une quote-part de la redevance Radio-TV.

## Audience moyenne
RJB compte quotidiennement plus de 32 230 auditeurs en moyenne dont la durée d'écoute est de 57 minutes.

## Extension à la Suisse romande via la technologie DAB+
RJB est l’un des programmes du second bouquet numérique de Suisse romande, diffusé via la technologie DAB+ dès le 16 avril 2014. Les 22 sites de diffusion du canal 10b permettent à la station de couvrir l’essentiel de la Romandie.
Après décision du Conseil Fédéral d’arrêter la FM, Les Radios Régionales Romandes (RRR) prévoient d’arrêter la diffusion en FM en novembre 2026. Elles tiennent compte, d’une part, du fait qu’un peu moins d’un quart de la population en Suisse romande écoute encore la radio via la FM et, d’autre part, de la forte concurrence que représente la présence des stations françaises sur cette bande.